# Lista de membros associados da Academia Brasileira de Ciências empossados em 1997
Esta lista contém os nomes dos membros associados da Academia Brasileira de Ciências empossados em 1997. 
A categoria de associados foi extinta na reforma estatutária ocorrida em 1999. Ambas as categorias titular e associado são de caráter vitalício. 
| Imagem | Nome                         | Datas de nascimento e falecimento | Local de nascimento | Área de especialização | Alma mater | Data de posse       | Conhecido por                                                | Referências |
| ------ | ---------------------------- | --------------------------------- | ------------------- | ---------------------- | ---------- | ------------------- | ------------------------------------------------------------ | ----------- |
|        | Ana Maria de Lauro Castrucci | 06 de fevereiro de 1948           | São Paulo, SP       | Ciências Biomédicas    | USP        | 05 de março de 1997 | Foi orientada por Luiz Carlos Uchôa Junqueira.               | [ 3 ]       |
|        | Aníbal Gil Lopes             | 18 de julho de 1948               |                     | Ciências Biomédicas    | USP        | 05 de março de 1997 | Foi orientado por Gerhard Malnic.                            | [ 4 ]       |
|        | Aron Jurkiewicz              | 12 de dezembro de 1938            | Santos, SP          | Ciências Biomédicas    | UNIFESP    | 05 de março de 1997 |                                                              | [ 5 ]       |
|        | Eliane Volchan               | 03 de fevereiro de 1953           |                     | Ciências Biomédicas    | UFRJ       | 05 de março de 1997 |                                                              | [ 6 ]       |
|        | Helga Winge                  | 23 de janeiro de 1934             | Porto Alegre, RS    | Ciências Biológicas    | UFRGS      | 05 de março de 1997 | É membro da Academia de Ciências de Nova Iorque, desde 1995. | [ 7 ]       |
|        | José Augusto Penteado Aranha | 28 de março de 1949               |                     | Ciências da Engenharia | USP        | 05 de março de 1997 | Recebeu o prêmio Arthur T. Ippen.                            | [ 8 ]       |